# Presídio da Ponta Grossa
O Presídio da Ponta Grossa localizava-se na Ponta Grossa, a cerca de trinta e nove quilômetros a sudeste de Aracati, na região entre o rio Jaguaribe (estado do Ceará) e o rio Mossoró (estado do Rio Grande do Norte), no litoral leste do estado brasileiro do Ceará.

## História
Citado por BARRETTO (1958), que informa tratar-se de um presídio, ou posto de vigilância (op. cit., p. 95). Sua função seria a de vigilância daquele trecho do litoral cearense.